# Homokmégy
Homokmégy [ˈhomokmeːɟ] ist eine ungarische Gemeinde im Kreis Kalocsa im Komitat Bács-Kiskun. Zur Gemeinde gehören die Ortsteile Alsómégy, Halom, Hillye, Kiskecskemégy und Mácsa.

## Geografische Lage
Homokmégy liegt 66 Kilometer südwestlich des Komitatssitzes Kecskemét, 8 Kilometer südöstlich der Kreisstadt Kalocsa und 12 Kilometer östlich des linken Ufers der Donau. Nachbargemeinden sind Drágszél und Öregcsertő.

## Geschichte
Der römisch-katholische Pfarrbezirk wurde 1877 gegründet, seine Matrikel werden seit 1878 geführt. Eine neue Kirche wurde 1878 zu St. Adalberts Ehren geweiht.
Im Jahr 1913 gab es in der damaligen Großgemeinde 947 Häuser und 4663 Einwohner auf einer Fläche von 18.181 Katastraljochen. Sie gehörte zu dieser Zeit zum Bezirk Kalocsa im Komitat Pest-Pilis-Solt-Kiskun.
1938 wurde ein Friedhof aus der Zeit der Awaren entdeckt. Die Funde der Ausgrabung werden im Ungarischen Nationalmuseum aufbewahrt.
Nach 1945 entwickelte sich die Infrastruktur der Gemeinde (Elektrifizierung, Kindergarten, Bibliothek, Kulturheim, Wohnungen, artesischer Brunnen, verschiedene Geschäfte). Zwischen 1954 und 1973 besuchten mehrere Volksmusik-Forscher und -Sammler das Dorf. 1963 war Homokmégy ein Ausgangspunkt für den Ungarischen Ethnographischen Atlas. 1996 wurden neben der Straße Alsómégy–Homokmégy Gräben aus den 10. und 11. Jahrhundert ausgegraben.
Durch Hochwasserschutzarbeiten seit dem 19. Jahrhundert wurde der Charakter der Gegend stark verändert, in der sich große Torflagerstätten befinden.

## Gemeindepartnerschaften
- Vărşag (Rumänien)

## Sehenswürdigkeiten
- Heimatmuseum

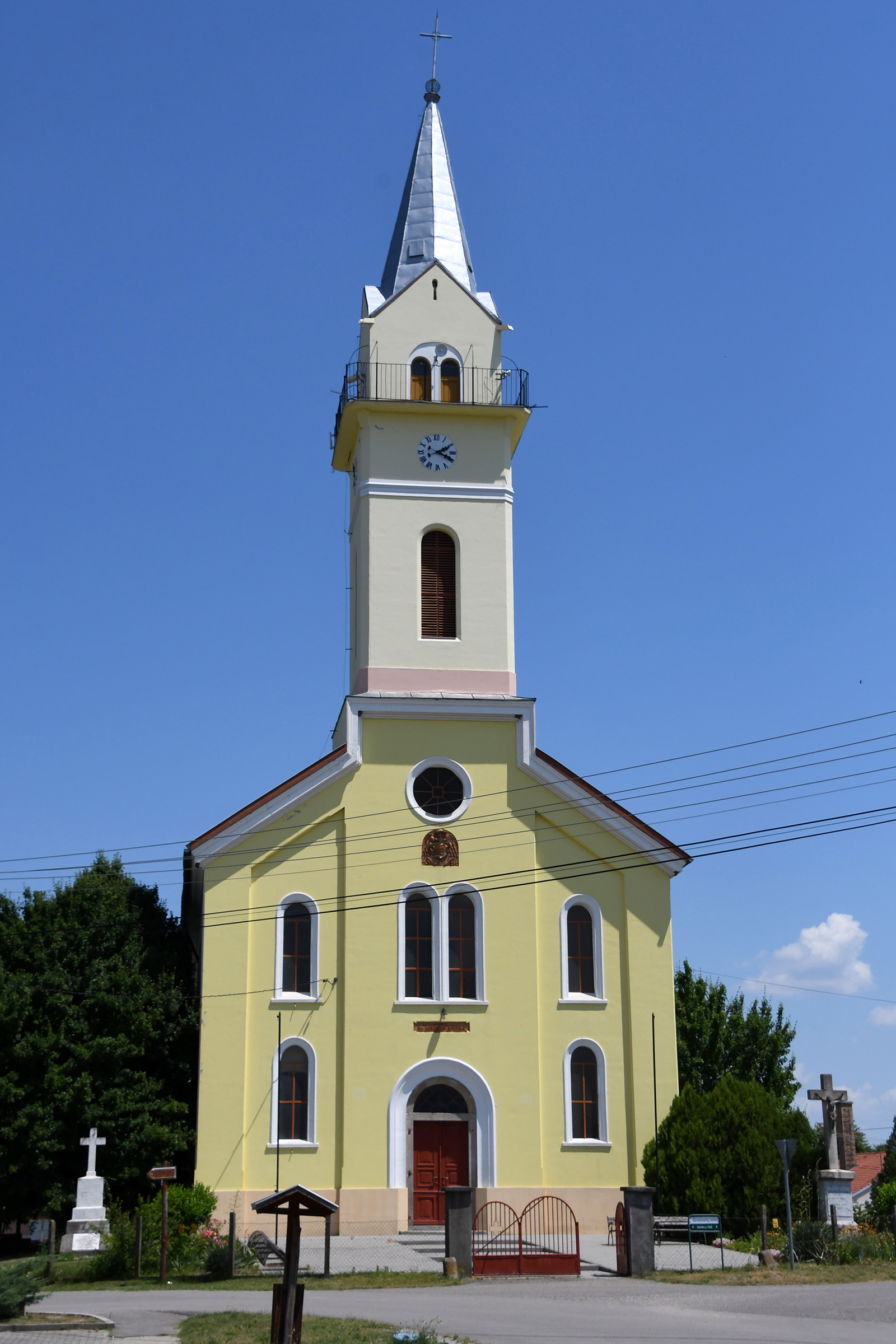
Römisch-katholische Kirche Szent Adalbert
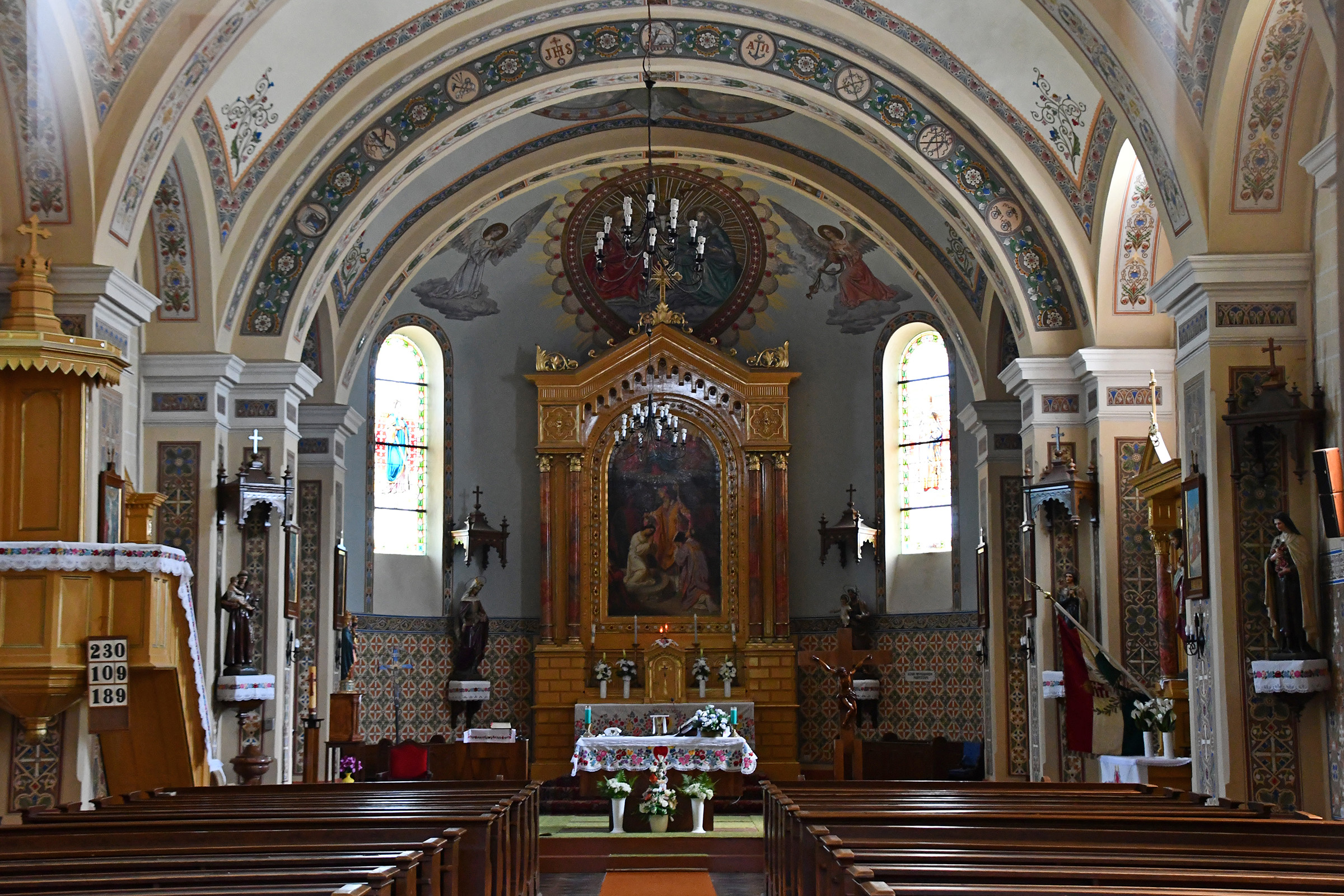
Innenraum der Kirche

- Römisch-katholische Kirche Szent István király, im Ortsteil Alsómégy
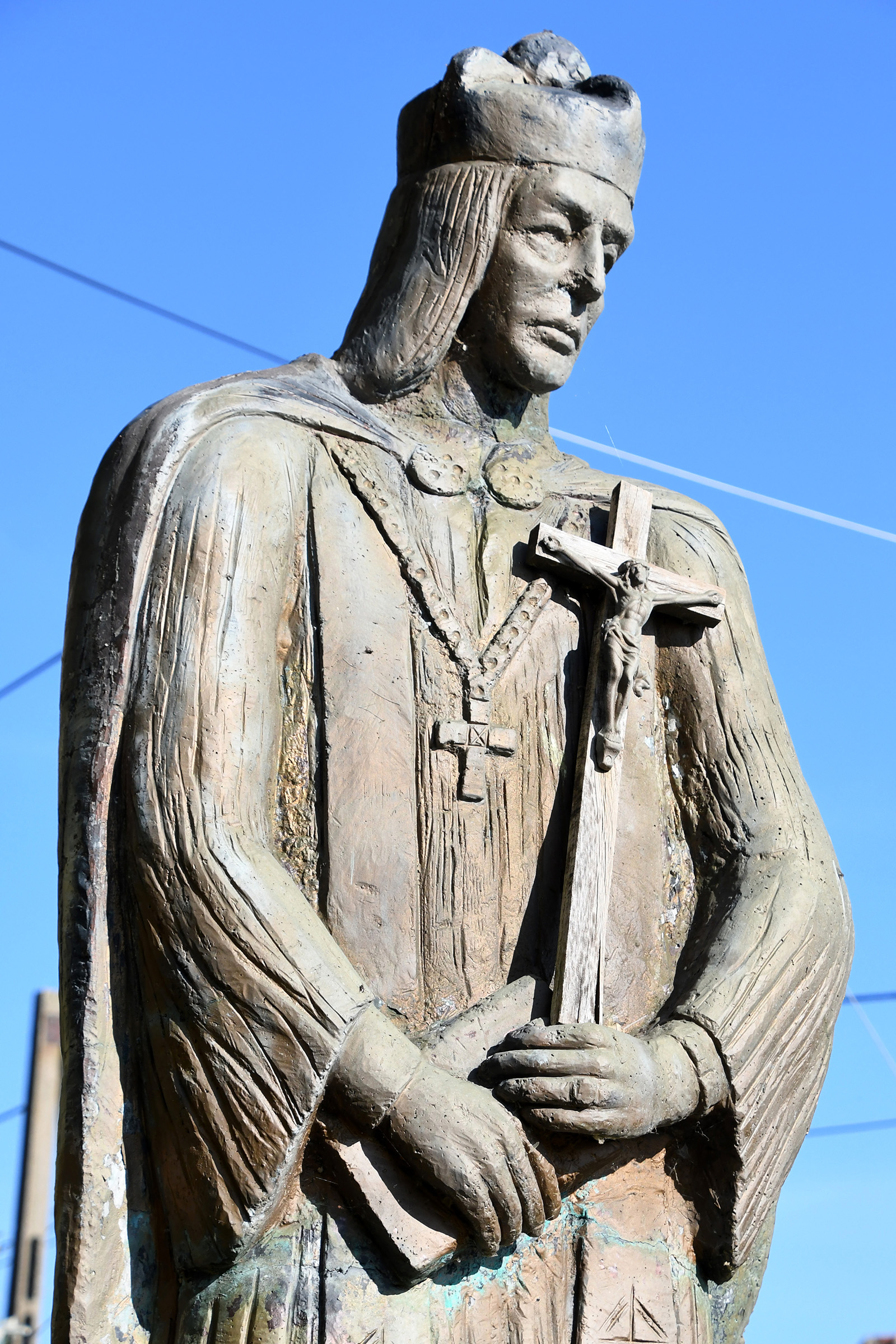
Nepomuki-Szent-János-Statue
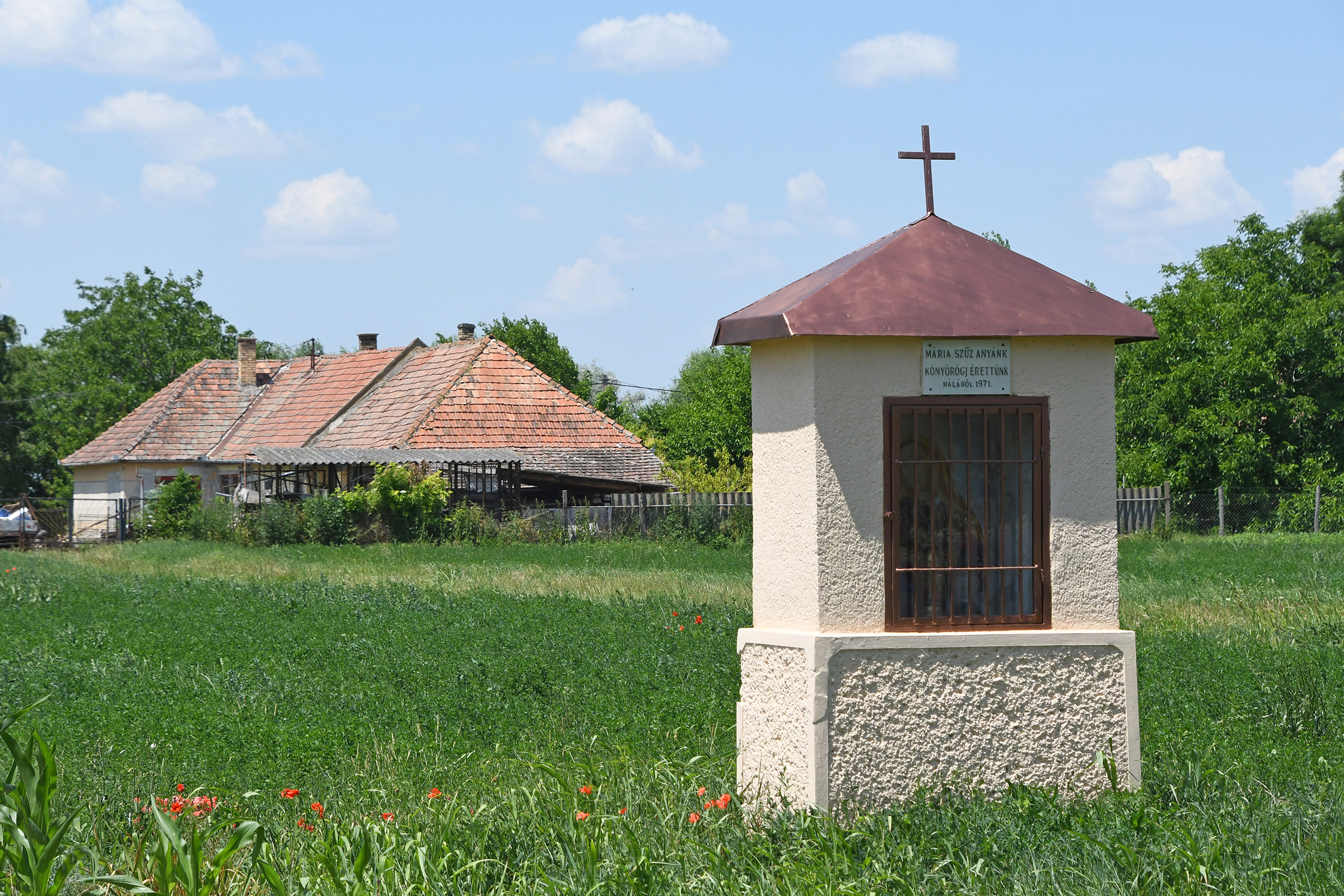
Marienbildsäule

- Römisch-katholische Kirche Szent Adalbert
- Innenraum der Kirche
- Nepomuki-Szent-János-Statue
- Marienbildsäule

## Verkehr
Durch Homokmégy verläuft die Landstraße Nr. 5313.  Es bestehen Busverbindungen nach Kalocsa. Auf der drei Kilometer nördlich der Gemeinde verlaufenden Eisenbahnstrecke von Kalocsa nach Kiskőrös wurde der Personenverkehr im Jahr 2007 eingestellt, so dass Bahnreisende den ungefähr 30 Kilometer nordöstlich liegenden Bahnhof in Kiskőrös nutzen müssen.